# Rhaphidophora ustulata
Rhaphidophora ustulata — вид квіткових рослин із родини Araceae, роду Rhaphidophora. Ендемік Суматри, ліана.